# Grubna, Secureni
Grubna sau Gropeni (între 1942-1944) (în ucraineană Грубна, transliterat Hrubna) este un sat reședință de comună în raionul Secureni din regiunea Cernăuți (Ucraina). Are 1,937 locuitori, preponderent ruși. 
Satul este situat la o altitudine de 267 metri, în partea de vest a raionului Secureni, în apropiere de frontiera cu Republica Moldova.

## Istorie
Localitatea Grubna a făcut parte încă de la înființare din Ținutul Hotinului a regiunii istorice Basarabia a Principatului Moldovei, numindu-se inițial Hrubna. Prima atestare documentară a satului datează din anul 1771, când s-au stabilit aici comunități de ruși-lipoveni.
Prin Tratatul de pace de la București, semnat pe 16/28 mai 1812, între Imperiul Rus și Imperiul Otoman, la încheierea războiului ruso-turc din 1806 – 1812, Rusia a ocupat teritoriul de est al Moldovei dintre Prut și Nistru, pe care l-a alăturat Ținutului Hotin și Basarabiei/Bugeacului luate de la Turci, denumind ansamblul Basarabia (în 1813) și transformându-l într-o gubernie împărțită în zece ținuturi (Hotin, Soroca, Bălți, Orhei, Lăpușna, Tighina, Cahul, Bolgrad, Chilia și Cetatea Albă, capitala guberniei fiind stabilită la Chișinău). 
La începutul secolului al XIX-lea, conform recensământului efectuat de către autoritățile țariste în anul 1817, satul Grubna (denumirea rusificată a localității Hrubna) făcea parte din Ocolul Ciuhurului a Ținutului Hotin . 
După Unirea Basarabiei cu România la 27 martie 1918, satul Grubna a făcut parte din componența României, în Plasa Secureni a județului Hotin. Pe atunci, majoritatea populației era formată din ruși. În anul 1924 s-a deschis aici o școală.
Ca urmare a Pactului Ribbentrop-Molotov (1939), Basarabia, Bucovina de Nord și Ținutul Herța au fost anexate de către URSS la 28 iunie 1940. După ce Basarabia a fost ocupată de sovietici, Stalin a dezmembrat-o în trei părți. Astfel, la 2 august 1940, a fost înființată RSS Moldovenească, iar părțile de sud (județele românești Cetatea Albă și Ismail) și de nord (județul Hotin) ale Basarabiei, precum și nordul Bucovinei și Ținutul Herța au fost alipite RSS Ucrainene. La 7 august 1940, a fost creată regiunea Cernăuți, prin alipirea părții de nord a Bucovinei cu Ținutul Herța și cu cea mai mare parte a județului Hotin din Basarabia .
În perioada 1941-1944, toate teritoriile anexate anterior de URSS au reintrat în componența României. Apoi, cele trei teritorii au fost reocupate de către URSS în anul 1944 și integrate în componența RSS Ucrainene, conform organizării teritoriale făcute de Stalin după anexarea din 1940, când Basarabia a fost ruptă în trei părți.
În anul 1953 s-a deschis un liceu. Satul a fost electrificat în 1960. Începând din anul 1967 s-au construit în sat o casă de cultură, biblioteci, oficii poștale, oficiu telefonic etc. 
Începând din anul 1991, satul Grubna face parte din raionul Secureni al regiunii Cernăuți din cadrul Ucrainei independente. Conform recensământului din 1989, majoritatea locuitorilor o formează rușii, în număr de 1.887 (92,68%). Numărul locuitorilor care s-au declarat români plus moldoveni era de 19 (2+17), reprezentând 0,93% din populație . În prezent, satul are 1.937 locuitori, preponderent ruși.
În anul 1994 s-a deschis aici o școală secundară.

## Demografie
Componența lingvistică a comunei Grubna
     Rusă (91,53%)
     Ucraineană (7,12%)
     Română (1,08%)
     Alte limbi (0,15%)
Conform recensământului din 2001, majoritatea populației comunei Grubna era vorbitoare de rusă (91,53%), existând în minoritate și vorbitori de ucraineană (7,12%) și română (1,08%).
1930: 1.916 (recensământ)
1989: 2.036 (recensământ)
2007: 1.937 (estimare)

## Obiective turistice
- Biserica "Acoperământul Maicii Domnului" - construită în 1805 [8]